# Sousa plumbea
Sousa plumbea є членом родини Delphinidae, що займає прибережні райони від Південної Африки до Західного Індокитаю. Раніше цей вид разом з Sousa chinensis вважали одним видом, але дослідження 2014 року показало, що вони різні.

## Опис
Це дельфін середнього розміру, довжина якого коливається від 2 до 2,8 метра і вага від 150 до 200 кілограмів. Є жировий горб на спині, що відрізняє їх від S. chinensis, які мають більш помітний спинний плавник, але горба немає. Різні різновиди мають різне забарвлення, хоча молоді дельфіни, як правило, сірі, з темнішим сірим зверху, ніж знизу. Зазвичай вони темно-сірі.

## Середовище проживання
Найбільш обмежувальним фактором для використання середовища існування є глибина води, причому більшість екземплярів залишаються у водах на глибині менше 25 метрів. У результаті ареал значною мірою залежить від конкретних фізико-географічних характеристик берегової лінії. Sousa plumbea відчувають надзвичайно високі показники смертності телят і молодняку через антропогенні порушення, такі як забруднення навколишнього середовища, погіршення середовища проживання та шумове забруднення.
Вид перебуває під загрозою зникнення.

## Спосіб життя
Це соціальні дельфініди, які живуть групами в середньому по дванадцять особин, хоча розмір групи може бути дуже різним. Більшу частину їх раціону складають горбаневі риби, головоногі та ракоподібні.